# S行列の解析性
S行列の解析性（sぎょうれつのかいせきせい）とは、素粒子の散乱振幅の基本性質の一つ。
「時間空間の中の2点が空間的に離れている時、この2点での可観測量{\displaystyle j}は互いに可換である」という場の理論での因果律を使うと、エネルギー平面の実軸上で定義された前方散乱振幅は、エネルギーの複素平面にまで解析接続されて、複素上半面で正則であることが導かれ、1変数の分散式が成り立つ。これを2変数の分散式(マンデルスタム表示)にまで拡張すると、散乱振幅{\displaystyle A(s,t,u)}はユニタリー性から要求される実軸上のカットをもつ{\displaystyle s,t,u}変数のカット平面でよい解析的性質を持つ。これがS行列の解析性である。
この解析関数の変数sが物理的シートの複素s平面の上半面から実軸に近づいた時の極限値がsチャンネルでの散乱振幅になる。そしてカットの両側における不連続性が散乱振幅の虚数部分を与える。